# 五重相対
五重相対（ごじゅう・の・そうたい）とは、日蓮が立てた教判の一つ。『開目抄』で説かれる。一切の思想や宗教を比較・検討し、その高低・浅深・勝劣を判定する理論。

## 概要
日蓮は『開目抄』で教理の高低・浅深・勝劣を比較し、優れたものを段階的に五重に選択した。五重とは、内外・大小・実権・本迹・教観（あるいは種脱）のことである。その上で、『法華経』如来寿量品に顕したとする、事（じ）の一念三千である妙法五字が末法の究極の教法であるとする。その根底となる考えは、天台智顗の五時八教思想である。

### 内外相対（ないげそうたい）
内外相対とは、内道（仏教）と、外道とを比較相対して、その勝劣相対を示したもの。
- 内とは、内道（ないどう）のこと。仏教のことをいう。過去・現在・未来の三世にわたる因果の理法を説く。
- 外とは、外道（げどう）のこと。仏教以外の教説のことをいう。因果の理法を説かない。

日蓮は「外道の法・九十五種・善悪につけて一人も生死をはなれず」とした。それに対して仏教では、生死を離れることを説くので仏教が優れるとした。

### 大小相対 （だいしょうそうたい）
仏教には「大乗教」と「小乗教」の区別があり、これを比較相対することを大小相対と言う。
大乗教とは大きな乗りものを、小乗教とは小さな乗りものを意味する。これについて日蓮は、
　　「小乗教と申す経は世間の小船のごとく、わずかに人の二人三人等は乗すれども百千人は乗せず。設(たと)ひ二人三人等は乗すれども、此岸(しがん）につ
　　　けて彼岸へは行きがたし。又すこしの物を入るれども、大なる物をば入れがたし。大乗と申すは大船なり」（乙御前御消息　新編895）
と述べ、成仏という目的地まで大勢の人を安全に連れていくには、その乗りものが大きく完全なものでなければならないことを説いている。
小乗教は、釈迦が初期の阿含時において、自己の救済のみを求める声聞（しょうもん）・縁覚（えんかく）等のために説いた自己の利益を中心に置く教説であり、一切衆生を成仏させるという仏教本来の目的からは遊離してう。（現在、小乗と呼ばず、上座部と呼ぶ。それは、教団内の指導的な長老が「上座」に座ることからの命名である。）
これに対して大乗教は、釈迦が、悩みを抱える多くの民の悩みに答えてきた、華厳・方等・般若時の教説であり（この時は悩みをお聞きしそれに答えた時期）、特に釈迦が72歳での自らの教説を再考し開眼した後に教説を説いた法華時（法華経）を通じて（この時期は、釈迦自らが民に説いた時期）、多くの人々の救済を願う菩薩のために説いた教説であり、人間は「賢くあり、他へは優しくあれ」という教説で、この世のあらゆる人々の救済を説くものであり、小乗教には説かれていない深遠な法理が明かされている。 
大乗教の教説が、この世のもの全て（人間のみではなく、動物・植物等生命・形あるもの全て）に視点を置き、この世のあらゆるものとの繋がりを大事にし、この世に生きる人間全ての救済を目的としていることから、小乗教より大乗教が勝れているとされる所以である。

### 権実相対 （ごんじつそうたい）
釈迦一代50年の諸教には「権教（ごんきょう）」と「実教（じっきょう）」があり、これらを比較相対し、真実の教説を選び出すのが権実相対である。
- 実とは、実教（じつきょう）のこと。
- 権とは、権教（ごんきょう）のこと。権は「仮の」を意味し、仮の教説のこと。

権教とは、仮の教説の意で、衆生の機根に応じて説いた方便の教説を言い、実教とは、仏の悟りをそのまま説いた真実の教説を言う。
釈迦は、30歳から42年間にわたる説法の後、72歳の時に説いた「無量義経」において、
「四十余年には未だ真実を顕さず」（開結23）
と明かし、その後に説いた法華経「方便品第二」に、
「要（かならず）当（まさ）に真実を説きたもうべし」（開結93）
と説いていることからも解るように、爾前の40経教は方便権教であり、法華経のみが真実の教説であることは明らかである。
この法華経においては、一切衆生を成仏せしめる『一念三千』の法門が顕されることによって、これまで成仏できないとされてきた二乗（声聞・縁覚）の作仏（仏になること）が許され、また「本仏」と釈迦の関係である本地である久遠実成が明かした。一念三千の考え方についても、法華経以前の諸経では、十界は相互に隔てられた全く別々の世界として固定化されてとらえられていた。しかし、法華経では、十界とは一つの生命に具わる十種の境涯であることを示し、十界のいかなる衆生も仏界を顕わし成仏する可能性をもっているという変革の可能性を説いている。
日蓮は、
「但し仏教に入って五十余年の経々、八万法蔵を勘へたるに、小乗あり大乗あり、権経あり実経あり、顕経・密教・軟語・麁語、実語・妄語、正見・邪見等の種々別　あり。但し法華経計り教主釈尊の正言なり。三世十方の諸仏の真言なり」（開目抄　新編526頁）
と述べており、釈迦一代50年の説法のうち、法華経こそが真実の教説であり、それ以外の諸経は、法華経に至までに説いた権：仮りの教説としている。

### 本迹相対（ほんじゃくそうたい）
法華経は「迹門（しゃくもん）」と「本門」に立て分けられ、これを比較相対し勝劣・相違を判ずることを本迹相対という。
- 本とは、法華経の本門（ほんもん）のこと。
- 迹とは、法華経の迹門（しゃくもん）のこと。垂迹（仮にあらわした姿）のこと。

法華経28品の中でも、本門と迹門に区別される。
法華経28品のうち、『序品第一』から『安楽行品第十四』までの前半部分は、これまでの教説を統一整理することが趣旨となる法門なので「迹門」といい、『従地涌出品第十五』から『普賢菩薩勧発品第二十八』の後半部分は、人々を成仏させる仏様の整理と仏の在り方を顕かにすることを趣旨にしているので「本門」という。
迹門では、『方便品第二』において諸法実相の法理が説かれ、一切衆生を成仏せしめる一念三千の法門が明かされた。これにより、今までの爾前経で成仏できないとされてきた二乗（声聞・縁覚）の作仏（仏になること）が、はじめて許されることになった。しかし、未だ釈迦が蒔いてきた種子の真髄が明かされていないため、一念三千といっても理論上の法門でしかなく、二乗作仏も名のみであってその実体がなく、成仏には至っていない。これは、仏の本質を説いていないからである。仏の本質を整理し説いたのが『寿量品』である。法華経において、『序品第一』から『安楽行品第十四』までを「迹門」と分類し、『地涌出品第十五』から『普賢菩薩勧発品第二十八』を「本門」として分類されている。
このことを日蓮は
「迹門方便品は一念三千・二乗作仏を説いて爾前二種の失一つを脱（のが）れたり。しかりといえどもいまだ発迹顕本せざれば、まことの一念三千もあらわれず、二乗作仏も定まらず」（開目抄　新編536頁）
と示している。これに対して本門では、『寿量品』で釈迦の本地について、
「我本菩薩の道を行じて、成ぜし所の寿命、今猶未だ尽きず」（開結433）
と、久遠本因妙の修行を示し、
「我成仏してより已来、甚だ大いに久遠なり」（開結433）
と、本因妙の修行によって得た本果（本果妙）を明かした。また、
「我常に此の娑婆世界に在って、説法教化す」（開結431）
と、釈迦と縁のあった（釈尊有縁）の国土は娑婆世界（本国土妙）であることを説いた。
このように本門では、釈迦の本地である久遠実成として「本仏※」の存在を顕かにし、仏の具体的な振る舞いのなかに本因妙・本果妙・本国土妙の三妙合論して明かし、仏の永遠の生命をもって事の一念三千の教説を顕した。これにより、仏の本地身と衆生の久遠以来の関係が明らかとなる。このように、迹門ではこれまでの「教説」を整理し明確にし、本門では「仏」の整理を行い、衆生へ仏の在り方とその本質を示す。
※本仏：諸仏の統一としての「根本仏」を示し、悟りの時間軸では久遠からの悟りを持つ「本覚仏」を顕かにする。

この本迹の相違について日蓮は、
「本迹の相違は水火・天地の違目なり。例せば爾前と法華経との違目よりも猶相違あり」（治病大小権実違目　新編1236頁）
と述べている。したがって本迹相対すれば、始成正覚の垂迹仏の迹門が劣り、久遠実成の本地仏の本門が勝れていることになる。
なお、日蓮の滅後、門弟間で本迹の相違に対する議論が起こり、本迹に勝劣はなく一致であるとする一致派と、本門が勝れ迹門が劣る（本勝迹劣）を主張した勝劣派とに分かれる。
―――「教観相対」と「種脱相対」―――
五重相対の最後は、「教観相対」とする日蓮宗と「種脱相対」とする日蓮正宗等に分かれる。日蓮の滅後、門弟間において、『開目抄』の解釈で「一念三千の法門は但法華経の本門・寿量品の文の底にしづ（沈）めたり、竜樹・天親・知ってしかも・いまだ・ひろ（拾）い・いだ（出）さず但我が天台智者のみこれをいだ（懐）けり」を巡り議論があり、文の底に沈められているのは、事の一念三千であるとする身延山などの一般的な日蓮宗諸派と、三大秘法の妙法あるいは南無妙法蓮華経であるとする日蓮正宗や富士門流に分かれる。

### 教観相対 （きょうかんそうたい）
日蓮宗では、五重相対の最後を、この教観相対とする。
- 教とは、文上の教相（きょうそう）のこと。文上とは法華経の経文上にはっきりと書かれていること。
- 観とは、文底の観心（かんしん）のこと。文底とは法華経の経文上ではなく、底に沈んでいること。

法華経・如来寿量品にも、文上の教相と文底の観心に区別される。
日蓮は『開目抄』で「一念三千の法門は但法華経の本門・寿量品の文の底にしづ（沈）めたり、竜樹・天親・知ってしかも・いまだ・ひろ（拾）い・いだ（出）さず但我が天台智者のみこれをいだ（懐）けり」と述べている。これを文底秘沈（もんていひちん）という。
文上の教相とは、法華経の経文の上に示した理論、つまり文証と理証である。
しかしそれは実践（現証）がないと意味をなさない。したがって身・口・意で法華経の底に沈められた内証・妙法蓮華経の五字を読んでいくことであるとする。

### 種脱相対（しゅだつそうたい）
日蓮正宗および富士門流などでは、教観相対ではなく、この種脱相対をもって五重相対の最後とする。
それは、法華経寿量品において釈尊の文上脱益の仏法と、日蓮の文底下種仏法を比較相対する法門である。仏法では、衆生が仏の法によって成仏を遂げる過程を、種・熟・脱の三益（さんやく）をもって説く。
- 種とは、下種（げしゅ）のことであり、「仏種」つまり仏になる種が下されていることをいう。
- 熟とは、蒔かれた「種」を実らすことであり、俗世の修練・修行が実をむすび多くを覚り、悟りに近づくことをいう。
- 脱とは、解脱（げだつ）のことであり、煩悩等から脱け出し悟りに至ることをいう。

成仏の法について日蓮は、
「彼は脱、此は種なり。彼は一品二半、此は但題目の五字なり」（観心本尊抄　新編656頁）
と、釈迦存命においては寿量品を中心とした一品二半が脱益の法となり、末法においては、題目の五字が下種益の法となることを明示した。
また、
「一念三千の法門は但法華経の本門寿量品の文の底にしづめたり」（開目抄　新編526頁）
と述べられ、法華経寿量品の文底に秘沈した南無妙法蓮華経こそ、文底下種・本門事の一念三千の法門であると明かした。
この南無妙法蓮華経とは、久遠元初の本仏所有の法であり、すべての仏が悟りを開くために修行した根本の法なのである。さらに日蓮は教主の相違について、
「仏は熟脱の教主、某（それがし）は下種の法主なり」（本因妙抄　新編1680頁）
と示され、「熟脱の教主」とは久遠実成の釈迦であり、「下種の法主」とは、末法において久遠元初の本法である妙法を下種される上行菩薩として自らを認識した日蓮自身であると明かした。したがって種脱相対により、末法の上行菩薩として日蓮の説く教説である、南無妙法蓮華経こそが、一切衆生を救済せしめる根源の本法であることが明らかとなるのである。
つまり、釈迦の説いた法華経本門の経文上では、過去世に下種した本已有善（釈迦との機縁がある）の正法時～像法時の衆生を成仏せしめる脱益の教説であるとする。これに対して、過去世に下種を受けていない本未有善（釈迦との機縁がない）の末法時の衆生には、釈迦の説いた法華経では無益であり、過去の暦のように用をなさない意味のないものである。従って、法華経本門の文底にある、本因妙・文底下種益の南無妙法蓮華経を信受けなければ成仏し得脱することはできないとする。
日蓮正宗などでは、権実・本迹・種脱を三重秘伝と呼び、特に種脱相対をもって日蓮の出世の本懐・文底独一本門・事行の一念三千を明かしたとする。この種脱相対は日蓮正宗のみに伝えられてきた法門であり、諸宗各派が知らないところから秘伝と称する。